# Cerro de las Nubes
Cerro de las Nubes är en ort i Mexiko.   Den ligger i kommunen San Pedro el Alto och delstaten Oaxaca, i den sydöstra delen av landet, 500 km sydost om huvudstaden Mexico City. Cerro de las Nubes ligger 2 080 meter över havet och antalet invånare är 193.
Terrängen runt Cerro de las Nubes är kuperad norrut, men söderut är den bergig. Runt Cerro de las Nubes är det ganska glesbefolkat, med 38 invånare per kvadratkilometer. Närmaste större samhälle är Los Naranjos Esquipulas, 4,4 km sydost om Cerro de las Nubes. I omgivningarna runt Cerro de las Nubes växer i huvudsak städsegrön lövskog.